# Porzionatore

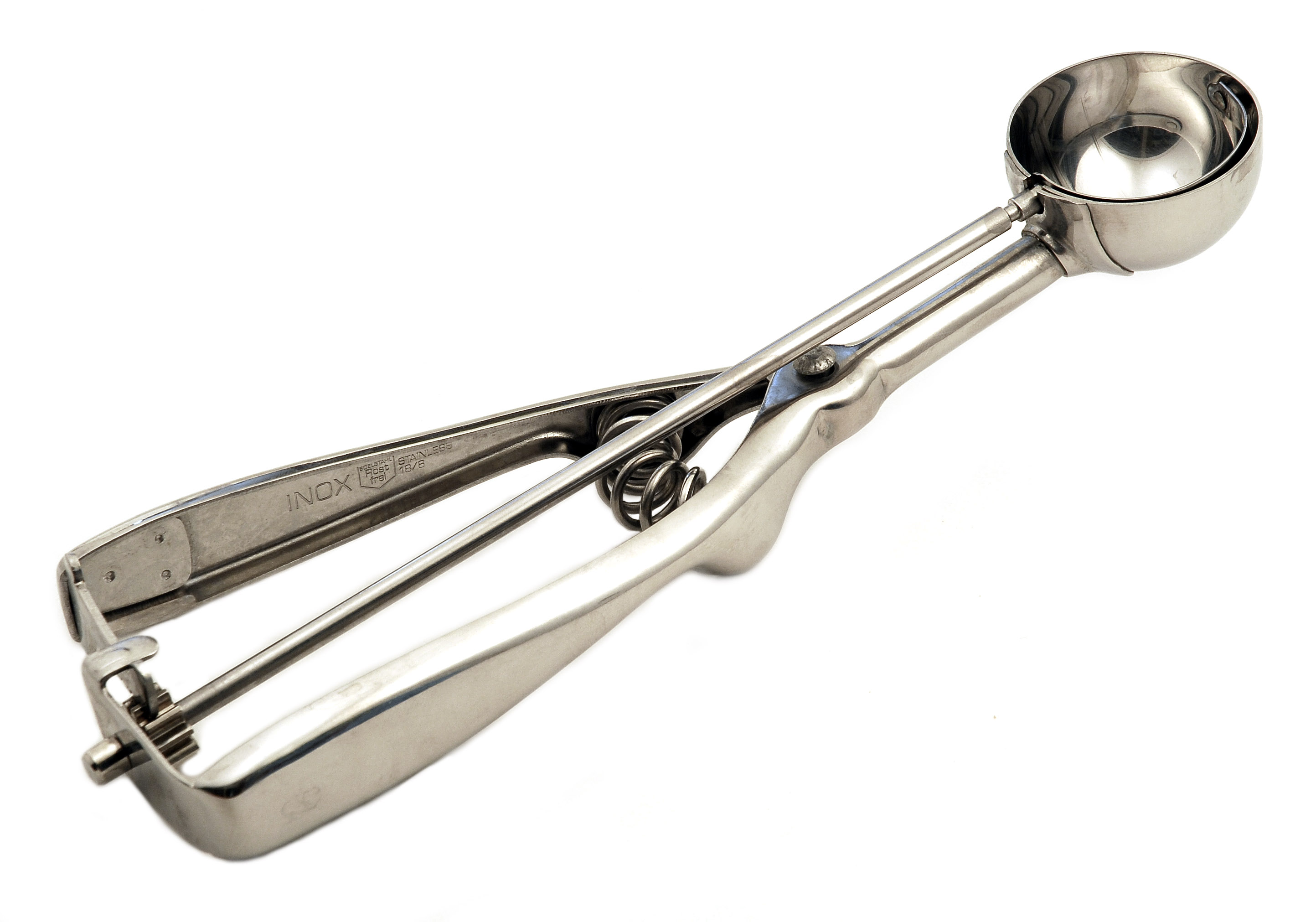

Il porzionatore è un utensile simile a un cucchiaio utilizzato per ricavare piccole porzioni di gelato a forma di pallina.

## Storia

### Origini
Il cucchiaio per servire il gelato venne ideato da Alfred L. Cralle, afroamericano appassionato di meccanica che svolgeva umili mansioni in una farmacia e in un albergo di Pittsburgh. Accortosi che gli addetti dell'hotel faticavano a offrire il gelato ai clienti in quanto il dolce si attaccava ai cucchiai da portata, Cralle decise di aiutarli ideando l'Ice Cream Mold and Disher: un antenato del porzionatore con un raschietto incorporato che permetteva di effettuare l'operazione con una sola mano. Il 10 giugno 1896 Cralle richiese un brevetto per la sua invenzione. Il 2 febbraio 1897 registrò il porzionatore con il numero 576.395.

### In Italia
In Italia si iniziarono ad usare i porzionatori a partire dagli anni trenta grazie al gelatiere zoldano Antonio Zampolli, che li fece portare dai marinai americani in arrivo nel porto di Trieste. I proprietari della gelateria padovana "Gelateria da Nonno Piero" (situata ad Albignasego) i cui proprietari sono discendenti dei Zampolli, dichiarano di essere stati i primi ad utilizzarli in Italia a partire dal 1938. Stando alle fonti, negli anni a venire, l'usanza di servire il gelato con il porzionatore si sarebbe diffusa in tutto il triveneto e poi nel resto d'Europa.